# Gomophia egeriae
Gomophia egeriae är en sjöstjärneart som beskrevs av A. M. Clark 1967. Gomophia egeriae ingår i släktet Gomophia och familjen Ophidiasteridae. Inga underarter finns listade i Catalogue of Life.